# Frédéric Schoendoerffer

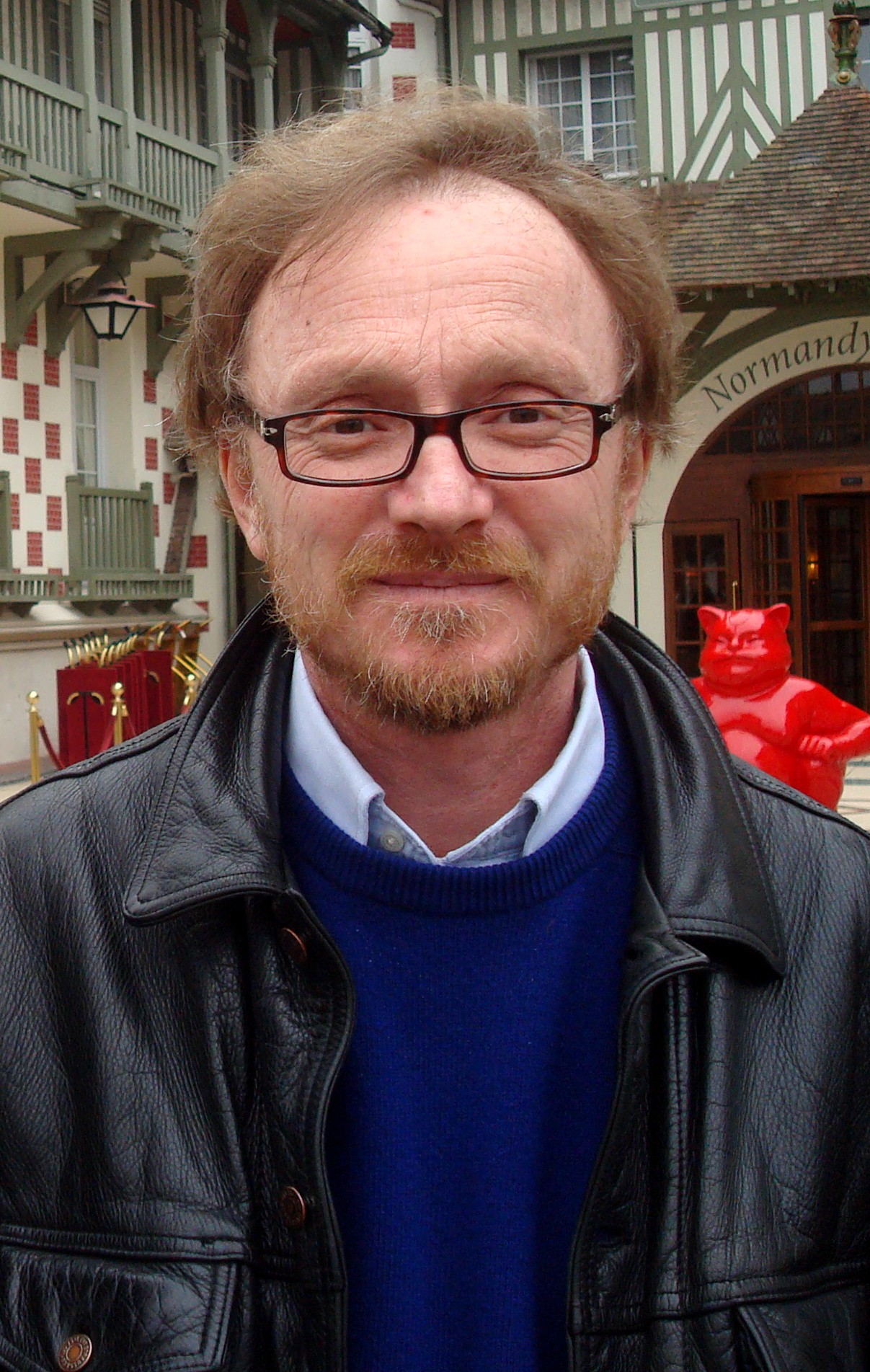
Frederic schoendoerffer en 2010.

Frédéric Schoendoerffer (Boulogne-Billancourt, Francia, 3 de octubre de 1962) es un director, guionista y productor de cine francés. 

## Filmografía
- Largo Winch (2008)
- Lutétia (2007)
- Agentes secretos, director y guionista, (2004)
- Scènes de crimes, director (1999)